# オクラホマ・バプティスト大学
オクラホマ・バプティスト大学（Oklahoma Baptist University, 略称：OBU）は、オクラホマ州のショウニーにあるキリスト教系のリベラルアーツカレッジである。
1911年に開学。経営母体はオクラホマ州のバプテスト教会である。
この大学が目標としているのは、
- アカデミックな優秀さ
- 信仰とあらゆる知的習得との結合
- キリスト教の信仰を深めること

とされている。

## 学部構成
学部は4学部からなる。
- 芸術学部
- 経営学部
- 神学部
- 看護学部

## 卒業生
- ヒューイ・ロング - 政治家